# Chiesa di San Francesco (Schio)
La chiesa di San Francesco è un luogo di culto cattolico di Schio, conosciuto anche con il nome di chiesa dei frati; esso si trova nella zona chiamata "grumi dei frati", ai limiti dell'area verde denominata "valletta", nei pressi del centro storico. Annessi alla chiesa i chiostri dell'antico convento dei frati francescani.

## Storia
La fondazione della chiesa di San Francesco si deve al frate predicatore Vincenzo da Cori, che nel 1424 diede il via alla costruzione di una piccola chiesetta. Solo a partire dal 1437 però i lavori di costruzione della chiesa subirono una accelerazione tanto che nel 1442 venne finalmente consacrato l'edificio, formato da una navata e presbiterio. Una lapide murata a fianco della porta d'ingresso dell'edificio infatti recita: ALBERTUS NICHIXOLA EP(ISCOPU)S SUFFRAG(ANE)US / VERON(ENSIS) CO(N)SECRAVIT HA(N)C ECCL(ES)IAM / ET CAEMETERIU(M) AD HONOREM DEI / ET SANCTI FRANCISCI / ANNO D(OMI)NI MCCCXLII / DIE XVI ME(N)SIS IULII (traduzione:Il vescovo suffraganeo di Verona Alberto Nichisola consacrò questa chiesa ed il cimitero ad onore di Dio e di san Francesco l’anno del Signore 1442 il giorno 16 luglio).
Nel corso del Quattrocento e nei primi anni del Cinquecento la chiesa venne costantemente sottoposta a migliorie: in un primo tempo furono aggiunte tre cappelle laterali, venne inoltre edificato l'abside e la sagrestia. Successivamente venne allungata la navata e vennero affiancate alle tre già esistenti altre due cappelle sempre sul lato sinistro della chiesa: le cinque cappelle furono infine unite tra loro tramite la demolizione delle pareti divisorie, dando così origine alla navata laterale, e fornendo quindi alla chiesa la sua struttura definitiva.
Come la chiesa anche il campanile quattrocentesco venne ulteriormente innalzato in una fase successiva, nel 1522.
La costruzione della parte conventuale è coeva a quella dell'edificio sacro, e fu probabilmente avviata già nel 1424; tuttavia i lavori si interruppero ben presto, per riprendere solamente nel 1442; il primo dei chiostri fu sicuramente completato nel 1447, dato che in quell'anno il convento ospitò il primo dei capitoli della provincia osservante veneta. Incerta rimane invece la data di completamento del secondo chiostro.
L'attività monastica procedette fino alla soppressione degli ordini religiosi voluta da Napoleone nel 1810, nei locali del convento venne trasferita la sede dell'ospedale cittadino prima e dell'istituto per anziani poi. La chiesa, che nel frattempo continuava ad esser regolarmente officiata, è divenuta proprietà del comune di Schio.

## Descrizione

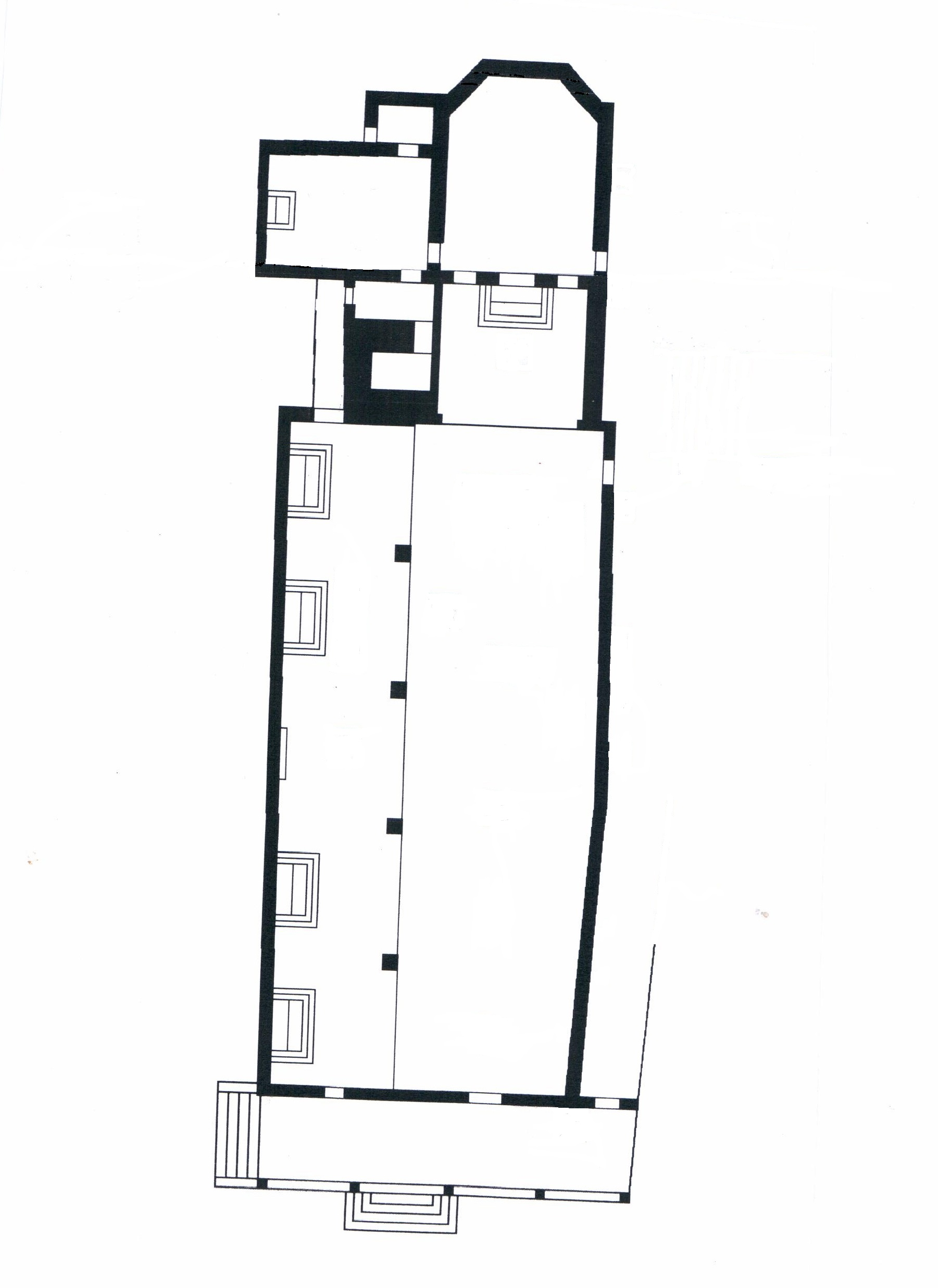
Pianta della chiesa di san Francesco

### Esterni
Il prospetto frontale della chiesa di San Francesco è frutto degli interventi eseguiti tra il 1894 e il 1895 progettati da Carlo Letter: un piccolo pronao di origine cinquecentesca composto da quattro archi a tutto sesto sostenuti da esili colonne precede l'ingresso; sotto il portico le semplici porte d'accesso alla navata centrale, a quella laterale e al convento (sulla destra). La semplice facciata è caratterizzata dalla asimmetria dovuta alla presenza di un'unica navata laterale; gli unici ornamenti sono gli archetti pensili in cotto, quattro pilastrini completati da croci ai vertici della copertura, un rosone chiuso al centro della facciata (quello progettato da Ferruccio Chemello nel 1909 non venne mai realizzato).
Nella fiancata sinistra della chiesa, anch'essa decorata con archetti pensili e ritmata da lesene pure in cotto, si possono ancora vedere le tracce della grande croce rossa dipinta durante il secondo conflitto mondiale, per segnalare le strutture sanitarie in modo da non divenire obiettivo di incursioni aeree o altri attacchi.
Il campanile si presenta nelle forme assunte in seguito alla sua elevazione eseguita nel Cinquecento; nel corpo della torre si possono notare infatti le antiche aperture della cella campanaria murate in seguito ai lavori di innalzamento. La cella attuale è a bifore ogivali e decorata ad archetti pensili. La cuspide ed i pinnacoli vennero ricostruiti nel 1929, perché danneggiati da un fulmine. Nel campanile sono collocate tre campane: due del 1922 ed una del 1784.
Collegati al lato destro della chiesa infine si notano i vari padiglioni, realizzati perlopiù durante il XIX secolo, fabbricati per ospitare l'ospedale trasferito nei primi dell'Ottocento.

### Interno

#### La navata centrale
La navata centrale è caratterizzata dal tetto a capriate lignee sobriamente decorate. Sulla sinistra una serie di cinque archi ogivali sostenuti da semplici colonne in pietra separa la navata da quella laterale. La parete di destra è illuminata da alcune finestre e ornata da un grande crocefisso ligneo di autore ignoto e databile ai primi del Quattrocento e un pulpito ligneo cinquecentesco.

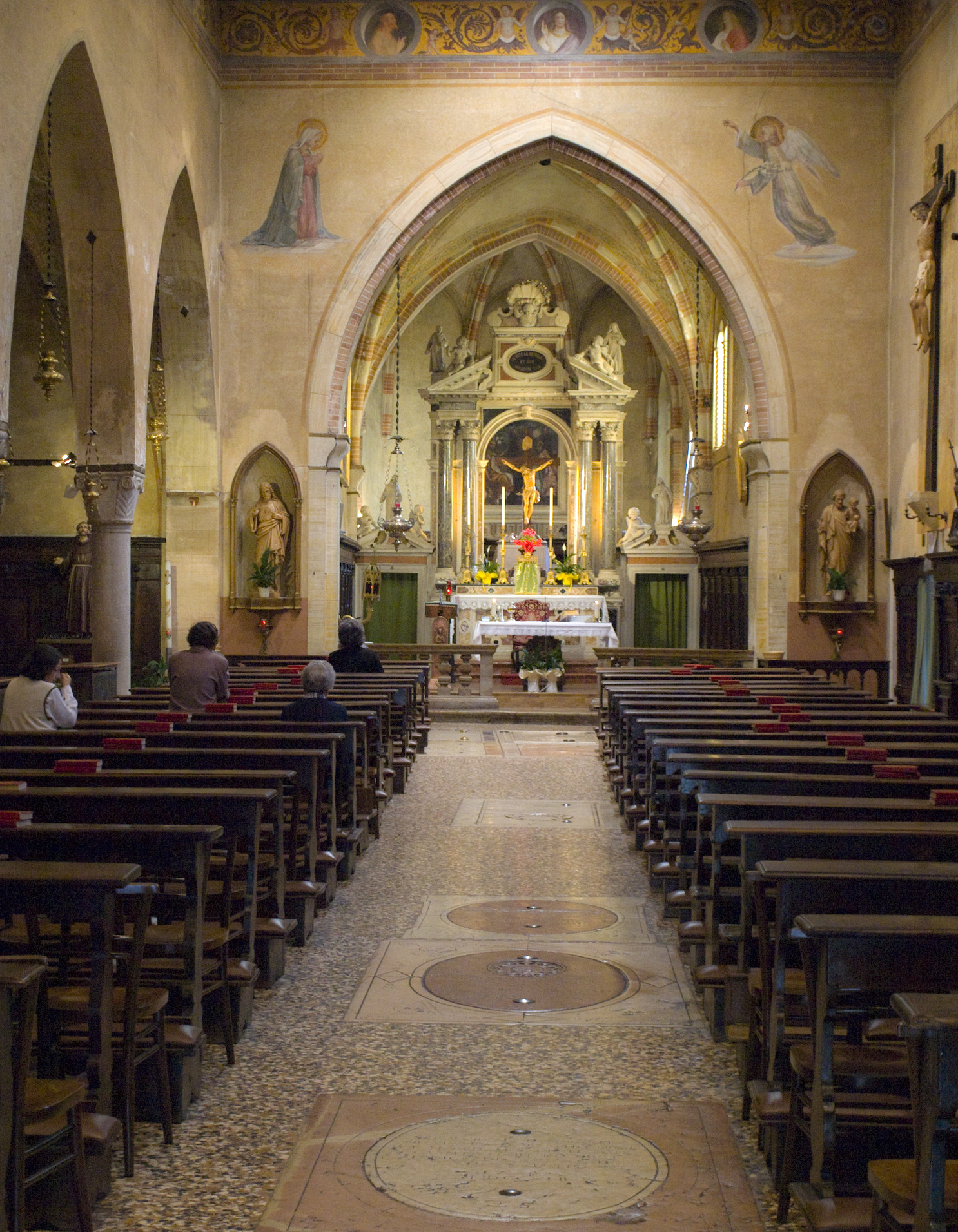
L'interno della chiesa

L'aula è decorata da un doppio fregio dipinto a fresco, attribuito a Francesco Verla e aiuti e certamente completato entro il 1520. La fascia superiore si sviluppa in ventiquattro riquadri dipinti tra capriata e capriata e rappresenta in prevalenza Storie di Santi francescani, alternati da riquadri simulanti squarci di cielo. Il fregio sottostante raffigura una serie di ventisei tondi con Santi francescani collegati tra loro da una fascia color giallo decorata con putti, animali, fiori, ghirlande. Nella controfacciata sono stati aggiunti nel 1930 altri due tondi (raffiguranti papa Pio X e Pio XI), oggi solo parzialmente visibili a causa del posizionamento in cantoria del nuovo organo Ruffatti assemblato nel 1997 in sostituzione del precedente organo Pugina del 1910, ritenuto oramai inadeguato.
Sull'arco trionfale a sesto acuto una Annunciazione del 1954 (Giuseppe Lovato).
Il pavimento, rifatto nel 1860, ospita numerosi sigilli sepolcrali, molti dei quali appartenenti ad alcune delle più importanti famiglie scledensi.

#### La navata laterale
Numerosi sono gli elementi che testimoniano l'origine successiva della navata laterale rispetto all'impianto complessivo della chiesa: essa conferisce all'edificio un'insolita forma asimmetrica, presenta una diversa altezza rispetto alla navata centrale, una diversa quota del pavimento, ed infine ha una copertura a volte a crociera anziché a capriate.
La navata ospita quattro altari e una pala di Francesco Verla.
Altare del Nome di Gesù

Questo è l'altare più vicino all'ingresso dell'edificio, dedicato al "Nome di Gesù" dall'omonima confraternita. Si tratta di un altare del 1566, ma ricomposto nel 1864; è strutturato con due colonne ioniche in marmo rosa che sostengono un frontone curvilineo spezzato, ornato da dentelli. Sopra il frontone due angeli che indicano il cielo. La mensa dell'altare in marmo bianco presenta un prezioso paliotto in marmo intarsiato risalente probabilmente al Seicento. L'altare conserva una tela attribuita a Giambattista Maganza il Giovane, Presentazione di Gesù al tempio dei primi anni del Seicento.
Altare di Maria bambina

Questo altare era in origine dedicato a San Diego e solo in epoca recente mutò la dedica grazie alla presenza nel vicino ospedale delle Suore di Carità dal 1852. La nicchia conserva una statua di Maria bambina posta entro una culla dorata; intorno ad essa vari angioletti dorati anch'essi.
L'altare venne eretto nelle forme attuali nel 1716: caratterizzato dalle forme sinuose, vicine al rococò, è molto movimentato e arricchito da festoni, putti, cherubini, presenta due colonne corinzie ed un frontone spezzato che si arriccia a voluta. Anche la mensa ed il paliotto sono elaborati e movimentati.
Altare della Concezione della Beata Vergine Maria

Altare risalente al primo trentennio del XVIII secolo, attribuibile a Giacomo Cassetti, presenta affinità strutturali con quello di Maria bambina: il movimento sinuoso, le colonne corinzie, il frontone spezzato, la composizione del paliotto e della mensa, la complessiva movimentazione delle parti. Presso le due nicchie laterali presenta statue di San Gioacchino e Sant'Anna di notevole fattura. Entro la nicchia centrale una pregiata Madonna con il bambino databile nella seconda metà del Quattrocento, forse attribuibile a Girolamo da Vicenza.
Altare di Sant'Antonio da Padova

Altare originariamente dedicato a San Bernardino, nel 1655 vede cambiata la dedica a Sant'Antonio da Padova. L'altare attuale è probabilmente di impianto cinquecentesco, ma completato nel tardo Seicento: colonne corinzie in marmo nero sorreggono due figure femminili che indicano il cielo; il frontone a timpano completa la composizione. Il paliotto è riccamente decorato con marmi policromi. Ai due lati entro nicchie due modeste statue in stucco della fine del seicento rappresentano San Giovanni da Capestrano e San Pasquale di Baylón. La tela dell'altare, opera ottocentesca di Valentino Pupin, raffigura Sant'Antonio umilia Ezzelino da Romano.
La pala di Francesco Verla

La pala è posizionata nella campata centrale della navata. Originariamente faceva parte dell'altare di Santa Caterina d'Alessandria, che è stato smantellato in epoca relativamente recente.

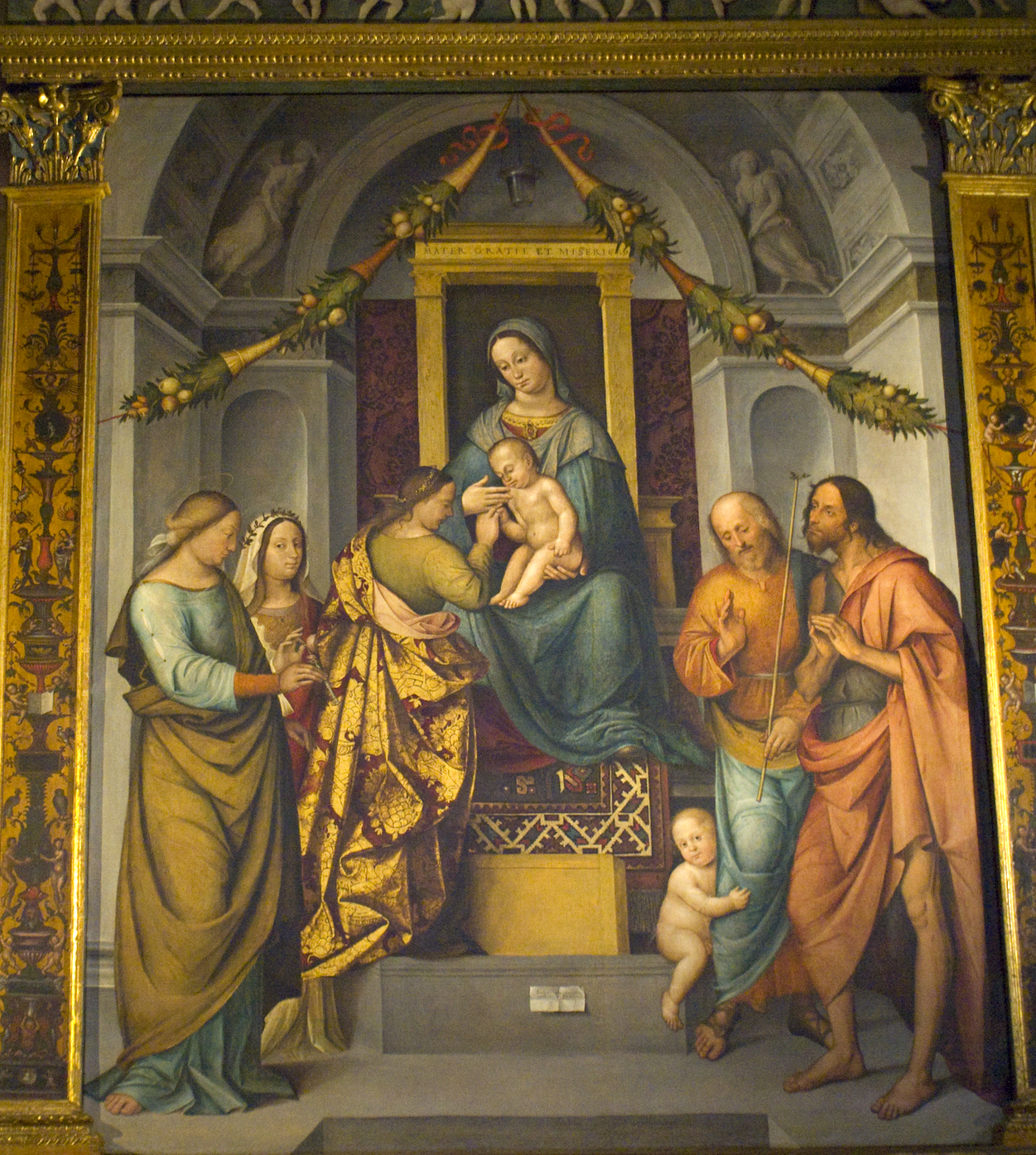
La parte centrale della pala del Verla

La pala Sposalizio mistico di Santa Caterina, capolavoro di Francesco Verla firmato e datato 1512, è un'opera complessa suddivisibile in tre parti distinte; partendo dal basso si vede la predella che raffigura tre episodi della vita di Santa Caterina (Il giudizio, Il supplizio con la ruota e La decapitazione), dove nelle figure di fondo delle scene si possono notare le immagini di una chiesa (forse proprio quella di San Francesco di Schio) e di un castello, probabilmente quello di Schio. La scena centrale della pala è racchiusa tra due pilastrini su fondo dorato decorati con candelabre e vari mostri, figure umane ed animali. Il riquadro centrale vede, in un'ambientazione tipicamente rinascimentale, Santa Caterina inginocchiata che riceve da Santa Maria con il bambino seduti in un trono l'anello nuziale. Altri Santi completano la scena: Sant'Agata e Santa Lucia sulla sinistra, San Giuseppe e San Giovanni Battista sulla destra. Sopra essi dei festoni di cornucopie cariche di frutta.

Un fregio con angioletti bianchi su fondo turchino collega la parte superiore della pala formata da una lunetta con Dio Padre benedicente, circondato da due angeli. La cornice della lunetta infine presenta una serie di episodi biblici eseguiti in chiaroscuro.

#### Il presbiterio
Il presbiterio presenta un soffitto a costoloni a fasce colorate alternativamente in rosso e bianco. L'altare maggiore separa i due ambienti di cui è composto: quello frontale dedicato al culto, e quello posteriore riservato ai frati. Sulla parete sinistra è conservata la tempera su tela Madonna col Bambino e i Santi Paolo e Giovanni Battista, databile verso il 1470 e attribuita a Zuan Francesco Zilio.
L'altare maggiore

L'altare dedicato al Santo titolare della chiesa è opera di Giacomo Borella databile a circa il 1644. Nella parte anteriore la mensa è completata da un paliotto marmoreo decorato con motivi tipicamente secenteschi. Posteriormente l'altare assume la struttura di un arco di trionfo ad un fornice, con colonne binate corinzie in marmo grigio e capitelli bianchi che reggono le due estremità di un timpano spezzato, sormontato da statue di Santi francescani e angioletti. A completare il frontone un corpo decorato con motivi a conchiglia decorata e la sottostante tabella dedicatoria dell'altare. Esso è collegato al presbiterio tramite due corpi laterali che aprono due porte che danno accesso al coro retrostante. Questi elementi sono anch'essi decorati sulla sommità da statue di angioletti e Santi francescani.
L'apertura dell'arco di trionfo, in un raffinato gioco prospettico - oggi svilito a causa del posizionamento entro il fornice di un crocefisso del primo Novecento - inquadra la tela dell'altare stesso, posta nella parete retrostante, nel catino absidale: si tratta della Madonna con il Bambino in gloria con i Santi Francesco, Antonio da Padova, Bernardino da Siena e Ludovico di Tolosa, opera di Francesco Maffei, databile agli anni quaranta del XVII secolo.
Il coro

Dietro l'altare maggiore si sviluppa il raccolto ambiente del coro ligneo, opera dei primi del Cinquecento firmata Bernardino de Ronchiis; al centro del coro un leggio su base marmorea. Appeso alla parete I martiri di Nagasaki opera giovanile del Maffei.

#### La sacrestia
La sacrestia della chiesa è un locale rettangolare, costruito prima del 1503, con soffitto a volta affrescato, sostenuto da una serie di archetti pensili.
La sagrestia è completata da un piccolo altare settecentesco e conserva numerosi dipinti, di diverse epoche ed autori; tra questi vanno ricordati: la serie di cinque papi francescani (Giuseppe Pozzolo, primi del XVIII secolo), originariamente collocati sul culmine degli archi della navata maggiore; Cristo morto e donatori di casa Bonifacio (Alessandro Maganza, 1600), l'Assunta (Maffei, prima del 1640).

### I chiostri
Una porta collocata nella parete destra della chiesa di San Francesco collega quest'ultima al chiostro di ponente, più antico, a sua volta collegato al successivo chiostro di levante. I chiostri, pesantemente rimaneggiati nel corso dei secoli, conservano numerose lapidi, vari sigilli tombali ed una pala scultorea quattrocentesca, già pala dell'altare di San Bernardino, seppure non coerentemente ricomposta.
Dopo la soppressione del convento del 1810 il complesso dei chiostri è stato adibito ad ospedale civile prima, e istituto per anziani poi, sino a tutto il 2012. Dal 2013, acquisito dall'amministrazione comunale - già proprietaria della chiesa - è diventato sede dell'"Accademia musicale di Schio".